# Ашаред-апал-Экур
Ашаред-апал-Экур (букв. «Первейший наследник Экура») — царь Ассирии приблизительно в 1076—1074 годах до н. э.
Возможно один из младших сыновей Тиглатпаласара I, Ашаред-апал-экур после смерти этого ассирийского царя захватил власть. Согласно «Ассирийскому царскому списку», после двух лет правления свергнут Ашшур-бел-калой, старшим сыном Тиглатпаласара I.